# Леніногорський поліметалічний комбінат
АТ «Леніногорський поліметалічний комбінат» — підприємство з видобутку і переробки поліметалічних руд у Східноказахстанській області Казахстану. Розташування — м. Леніногорськ (нині Риддер).

## Історія
Створений у 1945 р. внаслідок реорганізації комбінату «Алтайполіметал».
Розробляв Риддерські рудники, Тішинський рудник, мав збагачувальну фабрику та металургійний завод.

## Технологія розробки
Ріддер-Сокольне родовище розробляється кар'єром глибиною 150 м та рудником глибиною 540 м.
Тишинське родовище — кар'єром до глибини 430 м. Крім того — підземним способом.